# Ma Jin
Ma Jin (马晋S, Mǎ JìnP; 7 maggio 1988) è una giocatrice di badminton cinese.

## Palmarès
- Olimpiadi

Londra 2012: argento nel doppio misto.
- Mondiali

Parigi 2010: oro nel doppio misto, argento nel doppio femminile.
Londra 2011: bronzo nel doppio misto.
Canton 2013: argento nel doppio misto.
Copenaghen 2014: argento nel doppio misto.
Giacarta 2015: bronzo nel doppio misto.
- Giochi asiatici

Canton 2010: oro a squadre, bronzo nel doppio misto.
Incheon 2014: bronzo nel doppio misto.
- Uber Cup

Kuala Lumpur 2010: argento a squadre.
Wuhan 2012: oro a squadre.
- Sudirman Cup

Qingdao 2011: oro a squadre.
Kuala Lumpur 2013: oro a squadre.
- Mondiali - Juniores

Incheon 2006: oro nel doppio ragazze, argento nel doppio misto.